# Emanu
Emanu Elvis Garnheim, född Dan Emanuel 19 januari 1981 i Augerums församling, är en svensk satirtecknare och illustratör. Emanu har bland annat samarbetat med tidskriften ETC och organisationen Djurens Rätt. År 2016 utkom seriealbumet Ångest & politik, med bilder av Emanu och texter av Göran Greider, på Bokförlaget ETC.